# IC 885
IC 885 ist eine elliptische Galaxie vom Hubble-Typ E im Sternbild Coma Berenices am Nordsternhimmel. Sie ist schätzungsweise 306 Millionen Lichtjahre von der Milchstraße entfernt.
Das Objekt wurde am 3. Mai 1889 vom US-amerikanischen Astronomen Lewis Swift entdeckt.